# Magdalena Ocotlán
Magdalena Ocotlán es una localidad del estado mexicano de Oaxaca. Es cabecera del municipio de Magdalena Ocotlán.

## Demografía
| Censo | Población |
| ----- | --------- |
| 1900  | 761       |
| 1910  | 799       |
| 1921  | 479       |
| 1930  | 538       |
| 1940  | 471       |
| 1950  | 518       |
| 1960  | 583       |
| 1970  | 703       |
| 1980  | 833       |
| 1990  | 924       |
| 1995  | 942       |
| 2000  | 990       |
| 2005  | 1002      |
| 2010  | 1084      |
| 2020  | 1184      |